# Pilea angulata
Pilea angulata är en nässelväxtart. Pilea angulata ingår i släktet pileor, och familjen nässelväxter.

## Underarter
Arten delas in i följande underarter:
- P. a. angulata
- P. a. latiuscula
- P. a. petiolaris